# Tavazzano con Villavesco
Tavazzano con Villavesco (Tavasàn cun Vilavésch in dialetto lodigiano) è un comune italiano di 6 110 abitanti della provincia di Lodi in Lombardia.

## Geografia fisica

### Clima
Il clima di Tavazzano è tipico delle  regioni temperate. Le estati sono calde e afose. La temperatura media delle massime si attesta intorno ai 30 °C con punte superiori ai 35 °C quando la penisola viene investita dalle ondate di caldo di matrice africana. Si verificano circa 15-20 temporali l'anno. Le stagioni più piovose sono l'autunno e la primavera. In media cadono 850 mm di pioggia all'anno. Gli inverni sono umidi e il fenomeno della nebbia è molto frequente e spesso permanente durante la giornata. Si registrano in media 4-5 giorni di neve con una media complessiva di 31 cm. Non sono rari gli inverni in cui, seppur occasionalmente, le temperature minime scendono sotto i -10 °C, in particolar modo nelle notti serene e con il suolo innevato, complice l'effetto albedo. Non mancano limpide giornate che permettono di vedere l'arco alpino e l'Appennino in occasione di eventi di Foehn, il vento discendente che soffia impetuoso dalle Alpi.

## Storia
La località di Villavesco fu citata per la prima volta nel 994 come villa episcopi, ossia "villaggio di proprietà del Vescovo": da qui il nome di Villavesco. Appartenne ai signori di Salerano (1189) e ai Buttintrocca (1657), quindi ai Rezzonico, dei quali fu feudo fino al 1796. Nonostante l'importanza avuta nel medioevo, Villavesco perse l'autonomia già a metà del XVIII secolo, venendo aggregata a Modignano.
La località di Tavazzano, viene attestata nel 1125, quando Giovanni Trissino da Lodi fonda un ospedale dedicato a San Giovanni Battista, 
posto nel punto in cui la strada da Milano a Lodi varca il fiume Sillaro, nelle vicinanze dello stesso, è citata nel 1193 una battaglia detta del Guado, o del "Fossato di Lodi" combattuta tra i milanesi e una lega di città formata da Lodi, Cremona, Pavia, Bergamo e Como.
La prima unificazione dei centri dell'attuale territorio comunale si ebbe in età napoleonica (1809-16), con l'aggregazione di Tavazzano e Pezzolo di Tavazzano a Modignano. I due centri recuperarono l'autonomia con la costituzione del Regno Lombardo-Veneto.
L'aggregazione definitiva si ebbe nel 1869. Il comune risultante dall'unione di Modignano, Pezzolo e Tavazzano prese il nome di Villavesco, poiché questa frazione, a causa della vicinanza alla strada piacentina ed alla ferrovia, aveva conosciuto un certo sviluppo.
Nel 1879 al comune di Villavesco venne aggregato il limitrofo comune di Cà de' Zecchi.
Durante il XX secolo si verificò un forte sviluppo edilizio e demografico della località Tavazzano, particolarmente nella fascia fra la Via Emilia e la ferrovia, intorno alla stazione ferroviaria. In seguito a ciò, nel 1954 fu istituita la nuova parrocchia di Tavazzano (fino ad allora tutto il territorio comunale dipendeva dalla parrocchia di Villavesco).
Nel 1963 la sede municipale fu trasferita da Villavesco a Tavazzano, e il comune di Villavesco prese l'attuale denominazione.
A partire dagli anni novanta del XX secolo la crescita edilizia, che non si è mai arrestata, ha finito per saldare tra loro le località di Tavazzano e Villavesco.

### Simboli
Lo stemma comunale e il gonfalone sono stati concessi con decreto del presidente della Repubblica del 17 ottobre 1995.
Stemma
Gonfalone
Bandiera

## Monumenti e luoghi d'interesse
Sono tre i monumenti d'interesse; due i più antichi del territorio e uno moderno:
- Tavazzano: l'edificio dell'ex chiesa che si affaccia sulla via Emilia, edificata nel 1627 e da tempo sconsacrata;
- Villavesco: la chiesa parrocchiale risalente al 1630.
- Tavazzano: Teatro Nebiolo, inaugurato nel 2007,  e situato all’interno del  Centro Civico “G. Mascherpa”.

Degne di una sottolineatura sono pure la chiesetta di Modignano dedicata a Sant'Andrea Apostolo (risalente al Cinquecento), quella di Ca' de Zecchi dedicata a San Rocco (sconsacrata), quella di Cascina Bolenzano dedicata a  San Dionigi (risalente al XVIII° secolo) e quella di Ca' Cesareo dedicata alla  Vergine dell'Ausilio.
Nel 1947 inizia, con la posa della prima pietra, la storia della nuova chiesa. In quel periodo il parroco di Villavesco, visto il notevole sviluppo demografico e urbanistico del paese vicino, decise di far costruire a Tavazzano la nuova chiesa parrocchiale. Inizialmente vennero realizzati solo la parte dell'abside e la cupola, i lavori furono poi interrotti a causa di difficoltà tecniche e carenza di risorse economiche. Nel 1954 il Vescovo di Lodi decise di costruire due parrocchie distinte dedicando la chiesa di Villavesco alla Madonna Assunta e quella di Tavazzano a San Giovanni Battista.
La nuova chiesa di Tavazzano fu costruita nel corso di un decennio e venne inaugurata nel settembre 1960. Essa racchiude un antico dipinto della vergine Maria (Madonna del viandante), un S. Giovanni Battista attribuito ai Piazza da Lodi e belle opere d'arte contemporanea, tra le quali l'Ultima Cena di Alfredo Pettinari del 2001. A testimonianza della continua collaborazione tra il maestro Pettinari ed il parroco Don Gianfranco Pizzamiglio nel 2006 vengono inseriti sulle pareti della navata centrale due nuovi dipinti Il battesimo e L'annunciazione, mentre nel 2008 La crocifissione (olio su tela 3,70x2,50m) ed il Martirio di San Giovanni (olio su tela 3,70x2,50 m).
Nell'Aprile 2008 è stato inaugurato il nuovo impianto di illuminazione che si compone anche di un sistema di proiezione del cielo stellato calcolato all'anno zero sul soffitto di tutta la chiesa (450 m²) progettato da Giulio Podestà.
Nel 2019 è stato restaurato un dipinto seicentesco, raffigurante San Bassiano, a figura intera, in abito vescovile. L'opera è stata restaurata dalla Conservart snc, ed è esposta nella chiesa parrocchiale di Villavesco.

## Società

### Evoluzione demografica
Abitanti censiti

### Etnie e minoranze straniere
Secondo le statistiche ISTAT al 1º gennaio 2017 la popolazione straniera residente nel comune era di 829 persone, pari al 13,6% della popolazione. Le nazionalità maggiormente rappresentate in base alla loro percentuale sul totale della popolazione residente erano al 2017:
- Romania 279
- Ecuador 65
- Egitto 54
- Marocco 48
- Ucraina 46
- Perù 41
- Tunisia 35
- Moldavia 34
- Albania 30
- Sri Lanka 29

## Geografia antropica

### Frazioni
Possiedono lo status di frazione le località di Muzza, Modignano e Pezzolo.

### Altre località del territorio
Antegnatica, Bagnolo, Bolenzano, Ca' Cesareo, Ca' del Ferro, Ca' de Zecchi, Canovette, Garibolda, Tavazzano Vecchio, Vho, Zelasche, Zelaschine.

## Economia
L'economia del comune è dominata dalla grande centrale termoelettrica di proprietà della EPH, una delle più grandi a livello nazionale. Le sue turbine funzionano solo a gas naturale e raggiungono una potenza totale di 1440 MW.
Nella centrale lavorano direttamente 263 persone.
Oltre alla centrale termoelettrica vi è un'altra grande area logistica che raccoglie una buona parte delle industrie di Tavazzano e offre numerose possibilità di lavoro ai residenti, che comunque restano in maggior parte pendolari.Tra le aziende di logistica di rilevanza internazionale, Stef ha creato a Tavazzano una delle piattaforme refrigerate più grandi d'Europa.
È altresì presente il CREA (Consiglio per la ricerca in agricoltura e l'analisi dell'economia agraria), ex ENSE.

## Infrastrutture e trasporti

### Strade
Il centro abitato di Tavazzano con Villavesco è attraversato dalla SS 9 Emilia, che congiunge Rimini, Forlì, Bologna e Piacenza a San Donato Milanese. Da Tavazzano si dirama una strada provinciale per Lodi Vecchio, oltre ad alcune strade di minore importanza, dirette a Casalmaiocco e Quartiano.
Nel 2016 è stata inaugurata la Tangenziale.

### Ferrovie e tranvie
La stazione ferroviaria di Tavazzano è posta sulla ferrovia Milano-Bologna, attivata nel 1861. Vi fermano i treni della linea S1 (Saronno-Lodi) del passante ferroviario di Milano.
Dal 1880 al 1931 Tavazzano era servita altresì dalla tranvia interurbana Milano-Lodi, che correva lungo la Via Emilia.

## Amministrazione
Segue un elenco delle amministrazioni locali.

### Sindaci di Villavesco
| Periodo | Periodo | Primo cittadino  | Partito | Carica  | Note |
| ------- | ------- | ---------------- | ------- | ------- | ---- |
| 1945    |         | Mario Meazza     |         | Sindaco |      |
| 1946    | 1951    | Angelo Grossi    |         | Sindaco |      |
| 1951    | 1956    | Giovanni Negri   | PCI     | Sindaco |      |
| 1956    | 1962    | Giacomo Restelli |         | Sindaco |      |
| 1962    | 1963    | Mario Bassi      |         | Sindaco |      |

### Sindaci di Tavazzano con Villavesco
| Periodo | Periodo | Primo cittadino    | Partito                     | Carica                  | Note                                                          |
| ------- | ------- | ------------------ | --------------------------- | ----------------------- | ------------------------------------------------------------- |
| 1963    | 1971    | Mario Bassi        |                             | Sindaco                 |                                                               |
| 1971    | 1975    | Giovanni Caserini  |                             | Sindaco                 |                                                               |
| 1975    | 1985    | Vincenzo Agazzi    |                             | Sindaco                 |                                                               |
| 1985    | 1992    | Livio Bossi        | PSI                         | Sindaco                 |                                                               |
| 1992    | 1995    | Antonio Barattini  | PSI                         | Sindaco                 |                                                               |
| 1995    | 2004    | Luca Bertoni       | Lista Civica Centro         | Sindaco                 |                                                               |
| 2004    | 2009    | Giuseppe Stroppa   | Lista Civica Centrosinistra | Sindaco                 |                                                               |
| 2009    | 2019    | Giuseppe Russo     | Lista Civica Centrosinistra | Sindaco                 |                                                               |
| 2019    | 2023    | Francesco Morosini | Lista Civica Centrodestra   | Sindaco                 |                                                               |
| 2023    | 2024    | Sara Morrone       |                             | Commissario Prefettizio | Nominata a seguito delle dimissioni di 7 consiglieri comunali |
| 2024    |         | Giuseppe Russo     | Lista Civica Centrosinistra | Sindaco                 |                                                               |

## Sport
Sul territorio comunale sono presenti diversi impianti sportivi e molteplici associazioni sportive.
Il Comune possiede una palestra con campo da basket e pallavolo, due campi da tennis (uno coperto e uno all'aperto) e uno stadio con due campi da calcio (uno per gli allenamenti e uno per le partite). Vi è anche una squadra di atletica chiamata ASD Atletica Tavazzano affiliata al C.S.I. nata nel 1978 e una squadra di tennis, chiamata ASD Tennis Club Tavazzano, affiliata alla FIT, nata nel 1985

## Galleria d'immagini

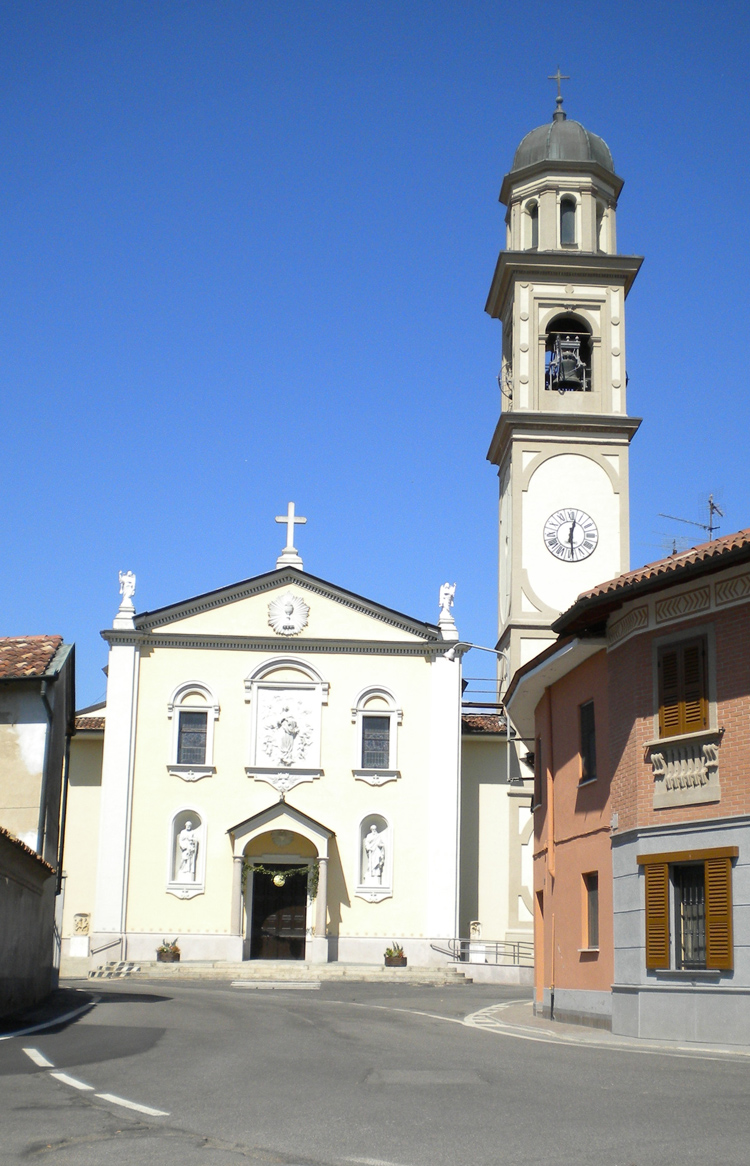
La chiesa di Villavesco
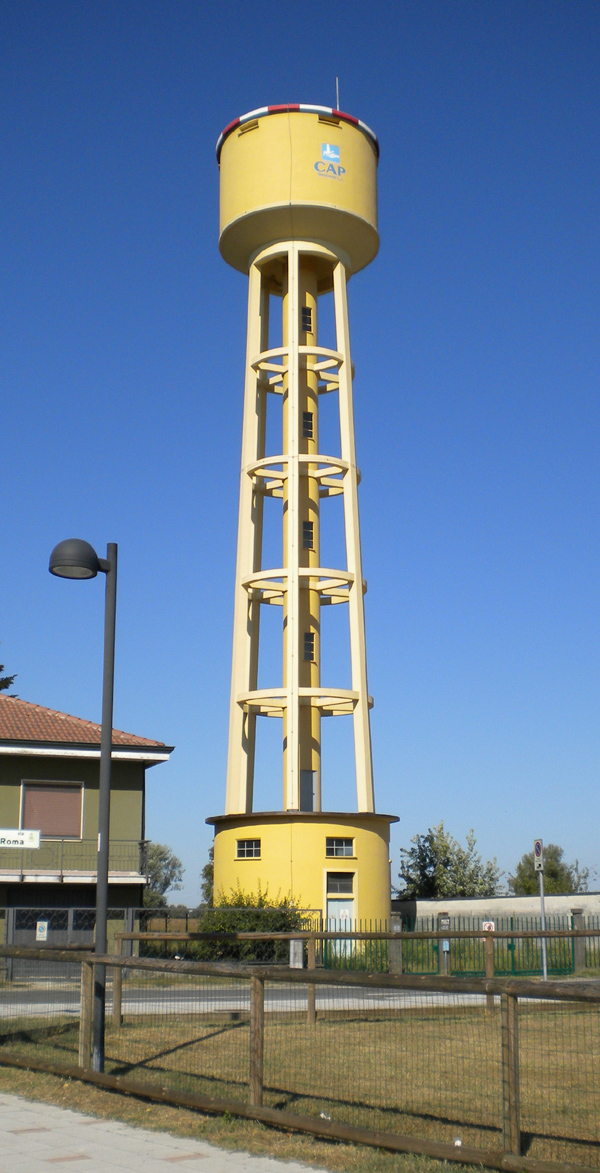
L'acquedotto
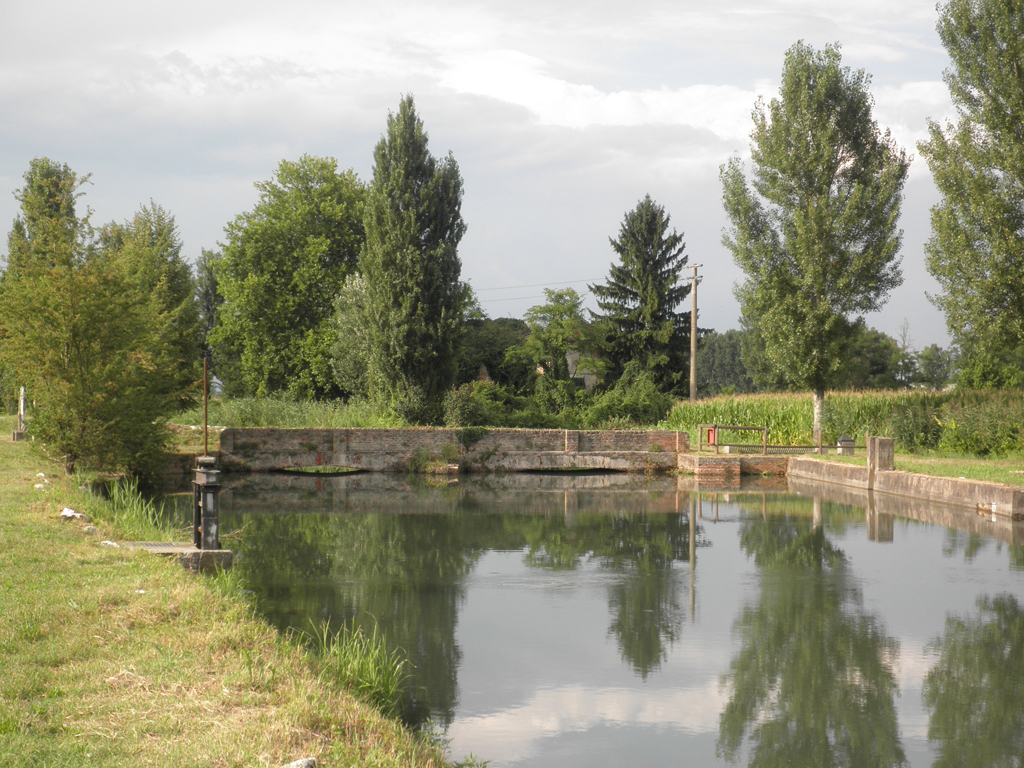
Ponte napoleonico nei pressi della cascina Zelasche
Chiesa di Sant'Andrea Apostolo, Frazione Modignano
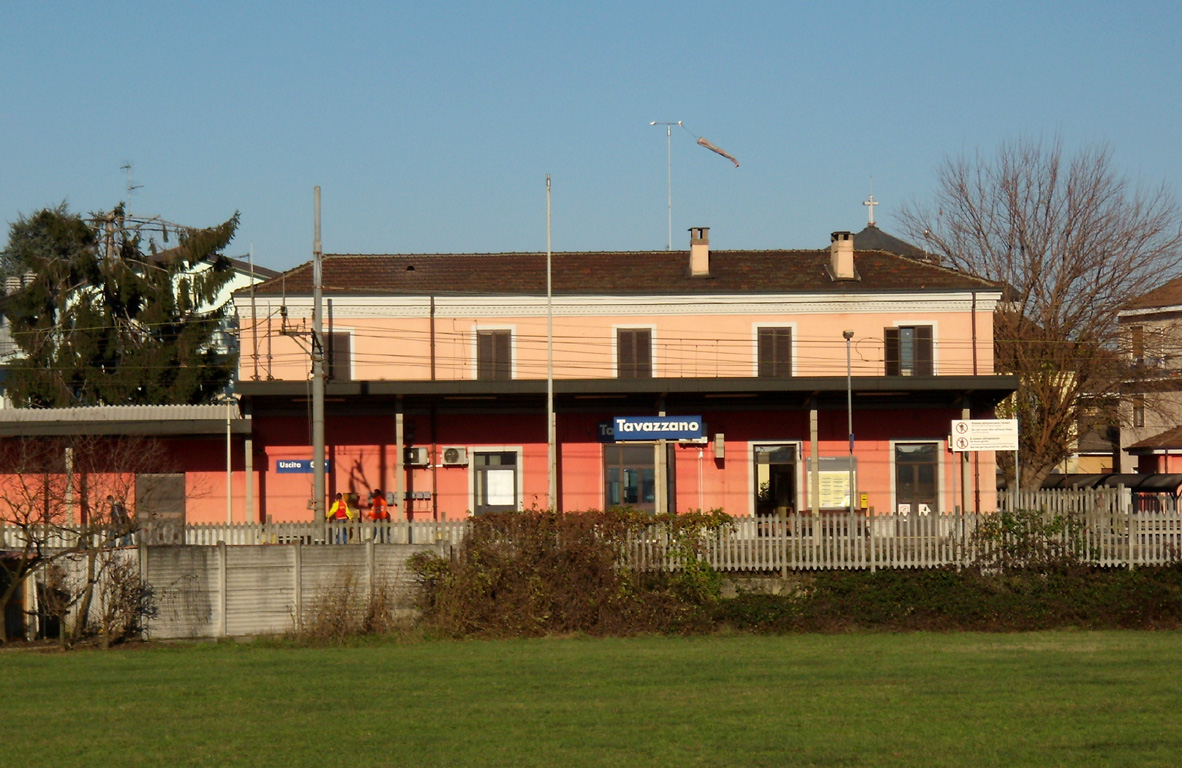
Stazione ferroviaria di Tavazzano

### Esplicative
1. ↑  A cui nel 1841 era stata aggregata Bagnolo
2. ↑  Dal 1861 era in funzione la stazione ferroviaria
3. ↑  Talvolta denominata "Muzza di Milano", in pendant con la Muzza Piacentina in comune di Cavenago d'Adda, e Muzza Sant'Angelo in comune di Cornegliano Laudense.

### Bibliografiche
1. 1 2   Bilancio demografico mensile anno 2025 (dati provvisori), su demo.istat.it, ISTAT.
2. ↑   Classificazione sismica (XLS), su rischi.protezionecivile.gov.it.
3. ↑   Tabella dei gradi/giorno dei Comuni italiani raggruppati per Regione e Provincia (PDF), in Legge 26 agosto 1993, n. 412, allegato A, Agenzia nazionale per le nuove tecnologie, l'energia e lo sviluppo economico sostenibile, 1º marzo 2011,  p. 151. URL consultato il 25 aprile 2012 (archiviato dall'url originale il 1º gennaio 2017).
4. ↑  BCL-Gio. Battista molossi: Memorie d’alcuni uomini illustri della città di Lodi, parte I, Oldrado Trissino, pag. 50
5. 1 2  Regio decreto 24 gennaio 1869, n. 4847, in materia di "Decreto col quale i Comuni di Tavazzano e Pezzolo di Tavazzano sono soppressi ed aggregati a quello di Modignano, che assumerà la denominazione di Villaresco."
6. ↑  Regio Decreto n° 4908 del 25 maggio 1879, pubblicato sulla Gazzetta Ufficiale del Regno d'Italia n° 142 del 19 giugno 1879
7. ↑  Decreto del presidente della Repubblica 22 settembre 1963, n. 1461, in materia di "Trasferimento della sede municipale del comune di Villavesco (Milano) nella frazione di Tavazzano e mutamento della denominazione di detto Comune in quella di "Tavazzano con Villavesco"."
8. ↑   Tavazzano con Villavesco, decreto 1995-10-17 DPR, concessione di stemma e gonfalone, su Archivio Centrale dello Stato.
9. ↑  Dati tratti da:
  -  Popolazione residente dei comuni. Censimenti dal 1861 al 1991 (PDF), su ebiblio.istat.it, ISTAT.
  -  Popolazione residente per territorio - serie storica, su esploradati.censimentopopolazione.istat.it.
Nota bene: il dato del 2021 si riferisce al dato del censimento permanente al 31 dicembre di quell'anno.
10. 1 2  Popolazione straniera residente per età e sesso al 31 dicembre 2016
11. 1 2  Art. 5 comma 2 dello Statuto Comunale[collegamento interrotto]
12. ↑  Lista pubblicata in Il Lodigiano. Quarant'anni di autonomia, Provincia di Lodi, 2008, p. 293.